# Graoully

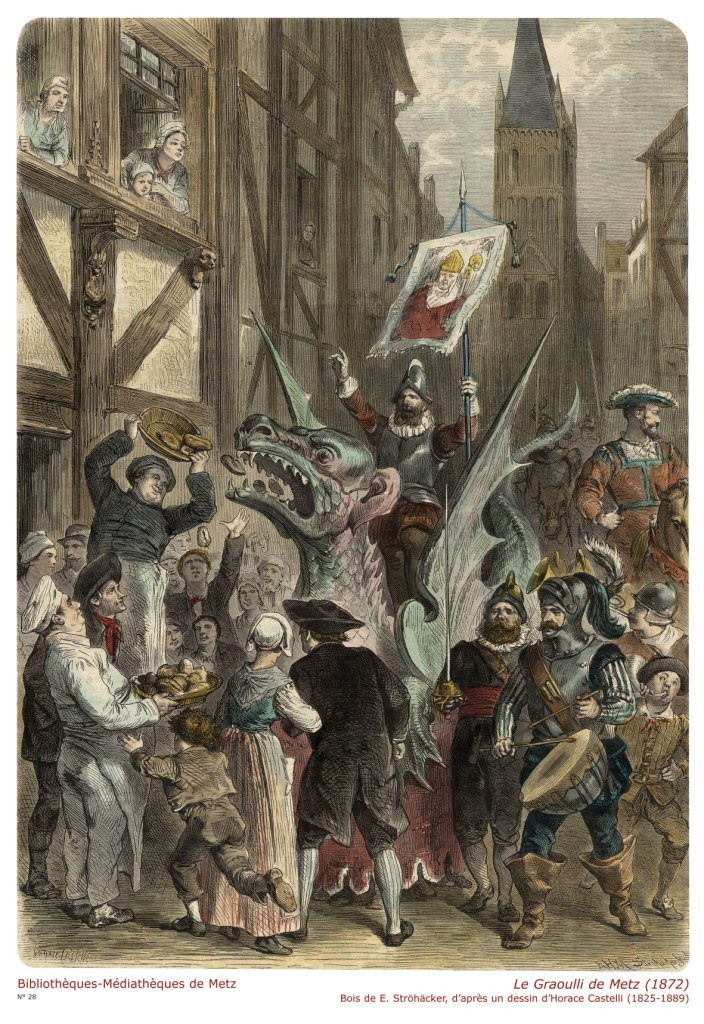
Graoully-Umzug im 19. Jahrhundert, dabei wurden der Figur Esswaren durch den weit geöffneten Rachen in den hohlen Leib geschoben

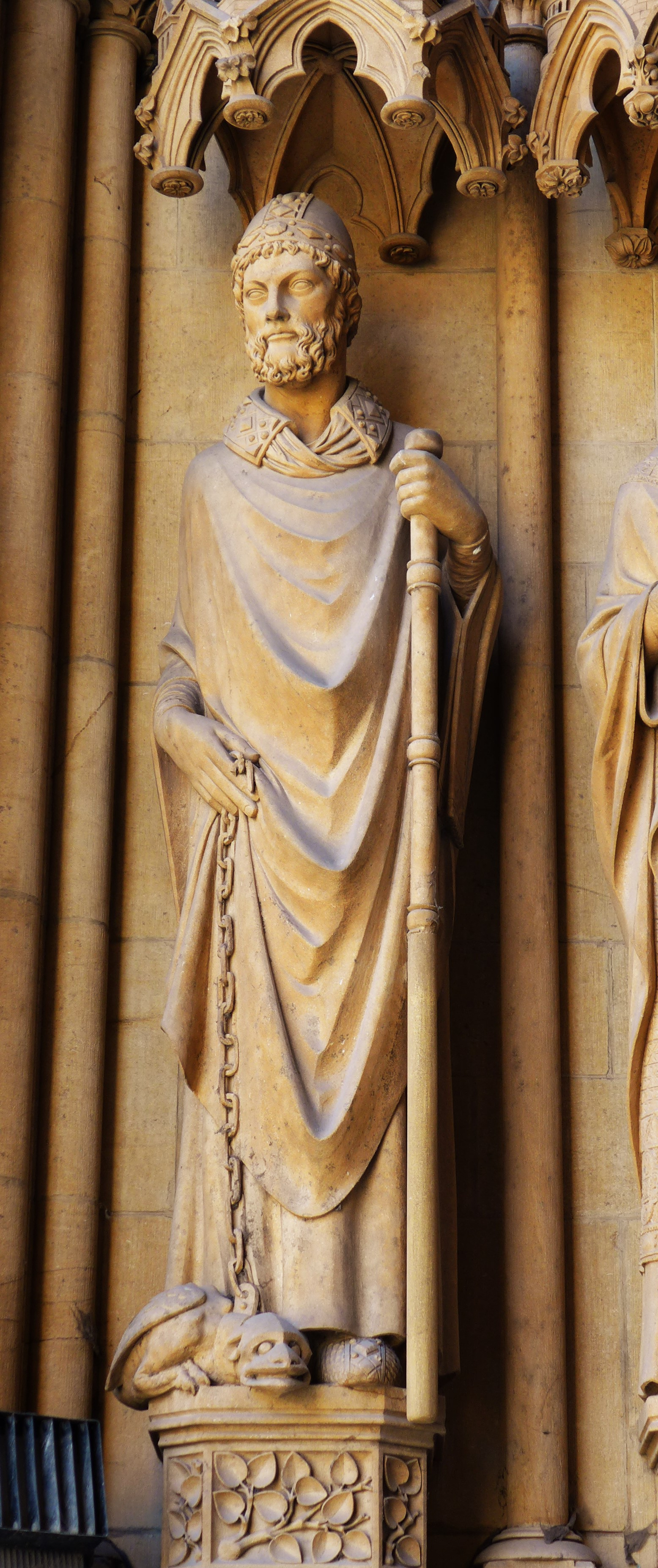
Statue des heiligen Clemens von Metz mit dem Drachen Graully am Marienportal des Metzer Stefansdomes

Der Graoully (dt. Grauli) war einer Legende nach ein Drache, der in den Ruinen des römischen Amphitheaters der Stadt Metz hauste, bis ihn der heilige Clemens, erster Bischof von Metz, im 3. Jahrhundert vertrieb. Die Legende wird als Symbol für den Sieg des Christentums über das Heidentum gedeutet. Der Name soll sich von „gräulich“ (schrecklich) ableiten.
Der Dichter Rabelais schrieb über Graoully: „Seine Augen sind größer als sein Bauch, sein Kopf größer als sein Körper mit einem riesigen breiten Maul und spitzen Zähnen.“ (Pantagruel IV – 59)
Der Legende nach legte der heilige Clemens dem Untier seine Stola um den Hals und führte es von der Stadt weg auf eine Insel in der Seille. Dort wurde das Ungeheuer vom Erdboden verschluckt. Clemens verschloss das Loch mit einem Felsen, der angeblich noch heute zu sehen ist.
Bis ins 19. Jahrhundert wurde in Metz bei gegebenem Anlass eine Darstellung des Graoully durch die Straßen getragen und von den Kindern der Stadt geschlagen. Auch heute noch sind in Metz etliche Hinweise auf den Drachen zu finden. Eine Figur des Graoully befindet sich in der Krypta der Kathedrale; eine Kopie davon hängt in einem Saal der Hohkönigsburg. Bis 2021 war das Fabeltier auch auf dem Wappen des Fußballclubs FC Metz zu sehen. Zudem ziert der Graoully das Gemeindewappen von Pettoncourt.
Der Name der Rue Taison, einer Straße unweit der Kathedrale, wird auf eine Warnung vor dem Graoully zurückgeführt: „Taisons, taisons nous, voilà le Graoully qui passe“ (Seid still [lasst uns schweigen], der Graoully geht um). Angeblich hat der Heilige bei seinem Einzug in die Stadt schon diese Worte „taisons-nous“ gesprochen, damit man das Untier nicht aufwecke. Die Straße war damals die Nord-Süd-Achse (Cardo) der Stadt, als ein Teil der Fernstraße Marseille – Trier, im Viertel gekreuzt von einer Ost-West-Achse (Decumanus).